# Stazione di Genova Sant'Ilario
La stazione di Genova Sant'Ilario è una fermata ferroviaria soppressa situata sulla linea ferroviaria Genova-Pisa, in località Capolungo, a servizio del quartiere di Sant'Ilario.

## Storia
La fermata fu inaugurata nel 1868 con il nome di "Sant'Ilario Ligure", contestualmente alla ferrovia Genova-Chiavari.
Nel 1926, in conseguenza dell'aggregazione a Genova dei comuni limitrofi, l'impianto assunse la nuova denominazione di "Genova Sant'Ilario".
Fu trasformata in fermata impresenziata il 16 gennaio 1951 e chiusa all'esercizio il primo maggio 1959 a motivo dello scarso traffico allora registrato.

## Strutture e impianti
Posta alla (superata) progressiva chilometrica 9+807 fra la stazione di Genova Nervi e la fermata di Bogliasco, la fermata disponeva di due binari serviti da due banchine per il servizio passeggeri e di un fabbricato viaggiatori, in seguito trasformato in abitazione privata.

## Bocca di rosa
La piccola stazione ha una certa notorietà popolare per essere stata menzionata in due strofe della canzone Bocca di rosa, composta da Fabrizio De André nel 1967, otto anni dopo la soppressione della fermata. A memoria di questo nel 2005 è stato situato di fronte al piazzale del fabbricato viaggiatori un acrostico, per opera di Max Manfredi.